# Arycanda

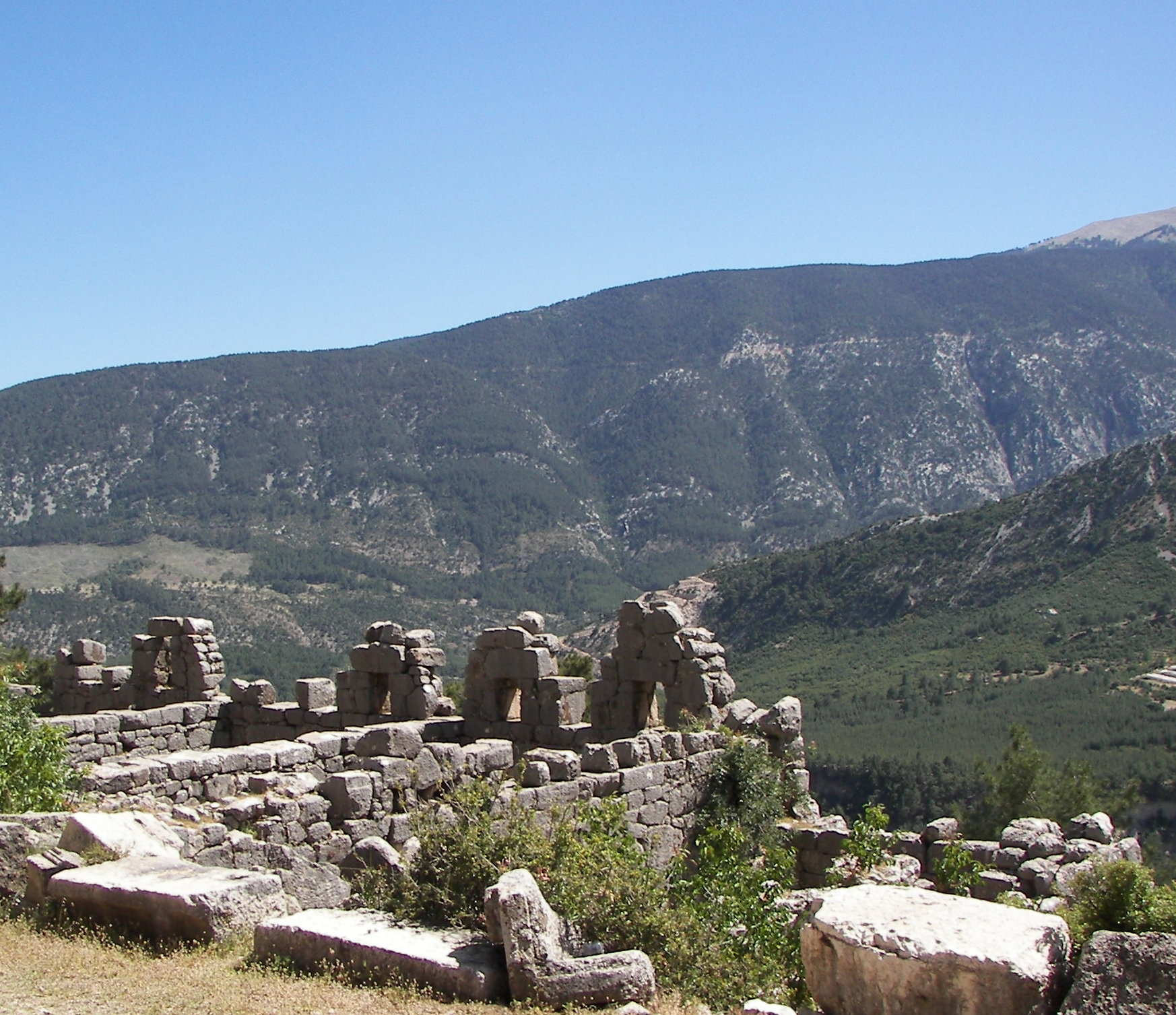
Thermes romains d'Arycanda

Arycanda, ou Arykanda, est une ancienne cité de Lycie, aujourd’hui Arûf, ancien siège d'un évêché paléochrétien et aujourd'hui catholique, situé dans la province d'Antalya, en Turquie.
Arykanda a été construite sur cinq grandes terrasses ascendantes à flanc de montagne, à proximité du village d'Aykiriçay, sur la route actuelle d'Elmalı à Finike.

## Histoire
Arycanda est connue pour être l'une des plus vieilles cités de Lycie, comme l'indique son nom se terminant par -anda, révélateur de son origine anatolienne, remontant au IIe millénaire avant J.-C.
Les vestiges les plus anciens datent du VIe siècle av. J.-C. ou Ve siècle av. J.-C. Le site a été fouillé et restauré par une équipe de l'Université d'Ankara, dirigée par le professeur Cevdet Bayburtluoğlu depuis 1971.
Elle est principalement connue pour une description en latin et grecque, datant de l’an 312 et découverte en 1892. Cette inscription fait état d’une demande du peuple de Lycie et de Pamphilie aux empereurs afin de révoquer l'édit de tolérance accordé aux chrétiens, et donne un éclairage sur la persécution de Maximin.
Arycanda a subsisté durant l'époque byzantine, jusqu'au VIe siècle, lorsque les habitants se sont transportés vers un nouveau site au sud de la route moderne, appelé Arif (ou Aruf).

### Description des vestiges

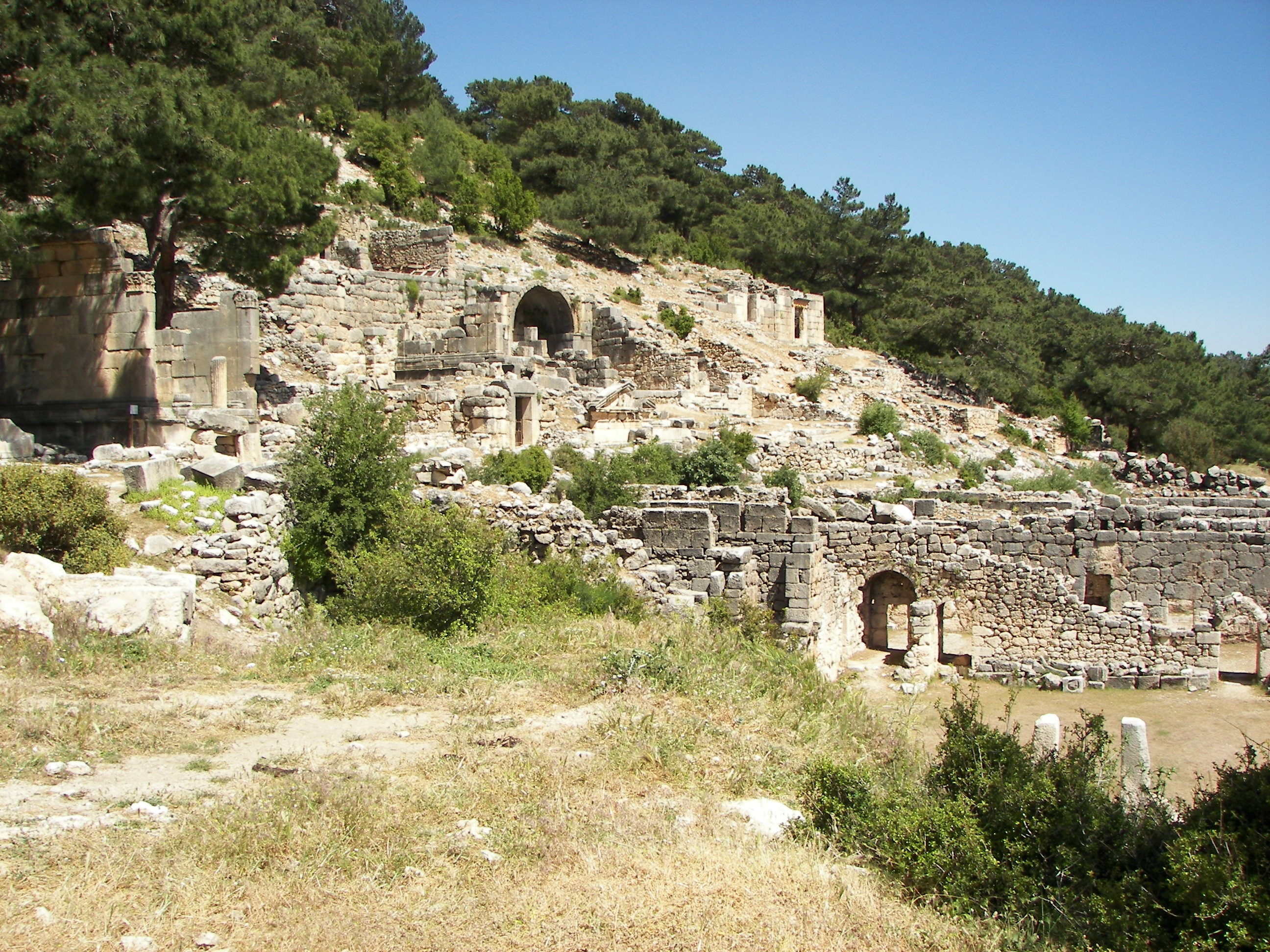
La nécropole est située sur la pente de la colline, avec le gymnase et les thermes en contrebas.

L'acropole conserve des vestiges hellénistiques et plus anciens, comprenant un temple d'Hélios, un bouleutérion et un prytanée, avec une agora supérieure bordée de boutiques et des maisons d'habitation. 
La ville basse abrite la plupart des vestiges romains :
- un complexe de thermes sur la terrasse inférieure, encore pratiquement intact, avec ses arcades, à côté du gymnase. La ville présente sept établissements de bains de différentes tailles ;
- l'agora inférieure, avec des boutiques dans sa partie orientale. Elle s'étend à plat au sud de l'odéon, entourée d'un portique sur trois côtés. Au milieu se trouvent les vestiges du temple de Tyché ;
- un théâtre, en excellent état, construit au cours du Ier siècle, avec vingt rangées de sièges divisés en sept sections. On distingue sur les bords les cavités qui accueillaient les mâts soutenant les auvents ;
- un odéon du IIe siècle, dont l'entrée principale est au sud, avec un triple portail. Ce bâtiment était jadis très décoré : les murs, l'orchestra et les sièges étaient autrefois couverts de marbre polychrome. Un bloc (actuellement au Musée archéologique d'Antalya) découvert lors des fouilles du portail est orné d'un portrait de l'empereur Hadrien ;
- un stade de la période hellénistique se trouve au-dessus du théâtre, sous la forme d'une piste de course munie de sièges sur un seul côté. Il mesure 106 m de long et 17 m de large ;
- deux nécropoles : l'une, à l'entrée du site, avec une série de monuments funéraires richement décorés. La nécropole orientale a des tombes monumentales à voûtes en berceau, des temples funéraires et des sarcophages ; la nécropole occidentale a des tombes taillées dans la roche, également à voûtes en berceau.

## Galerie

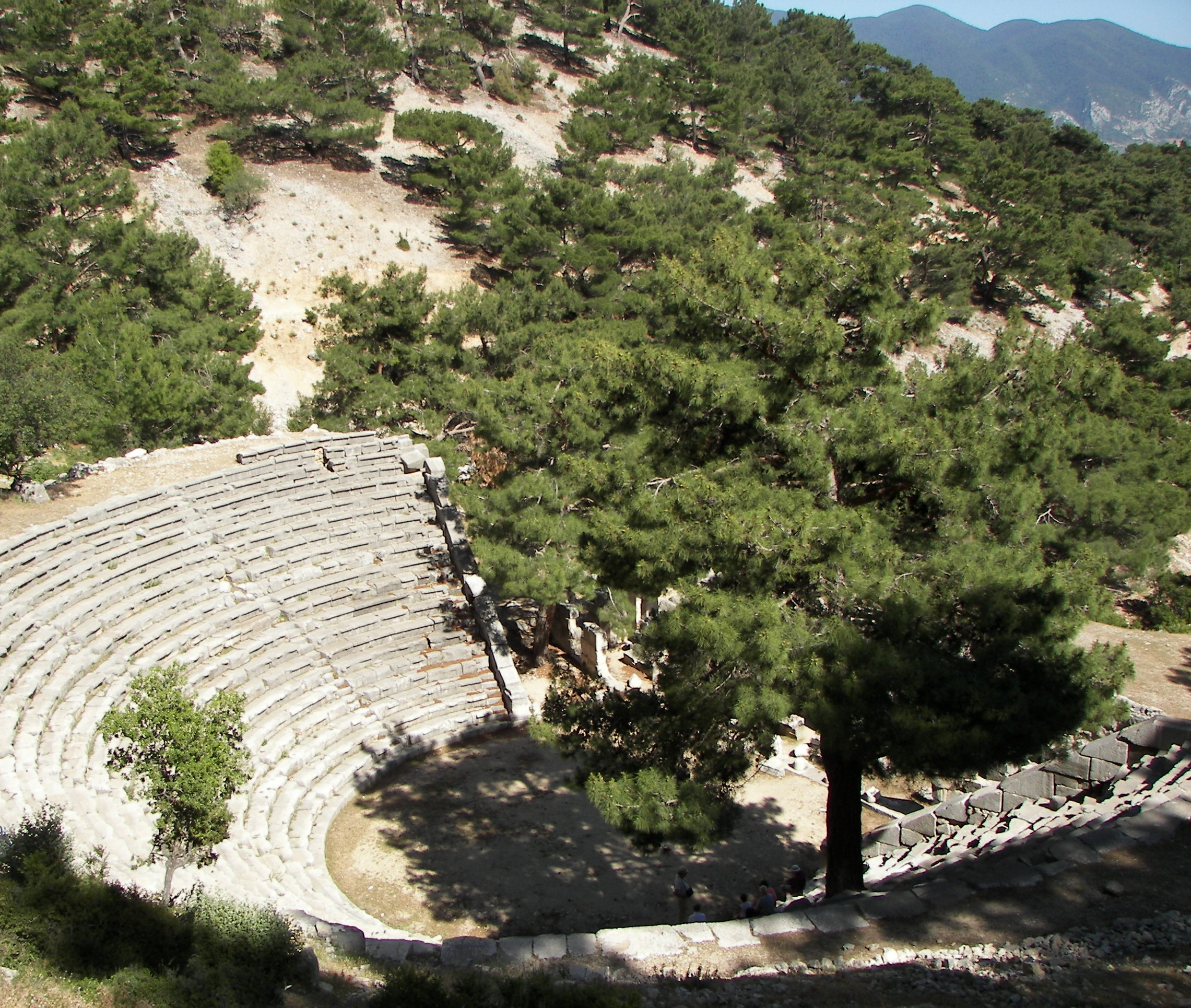
Théâtre
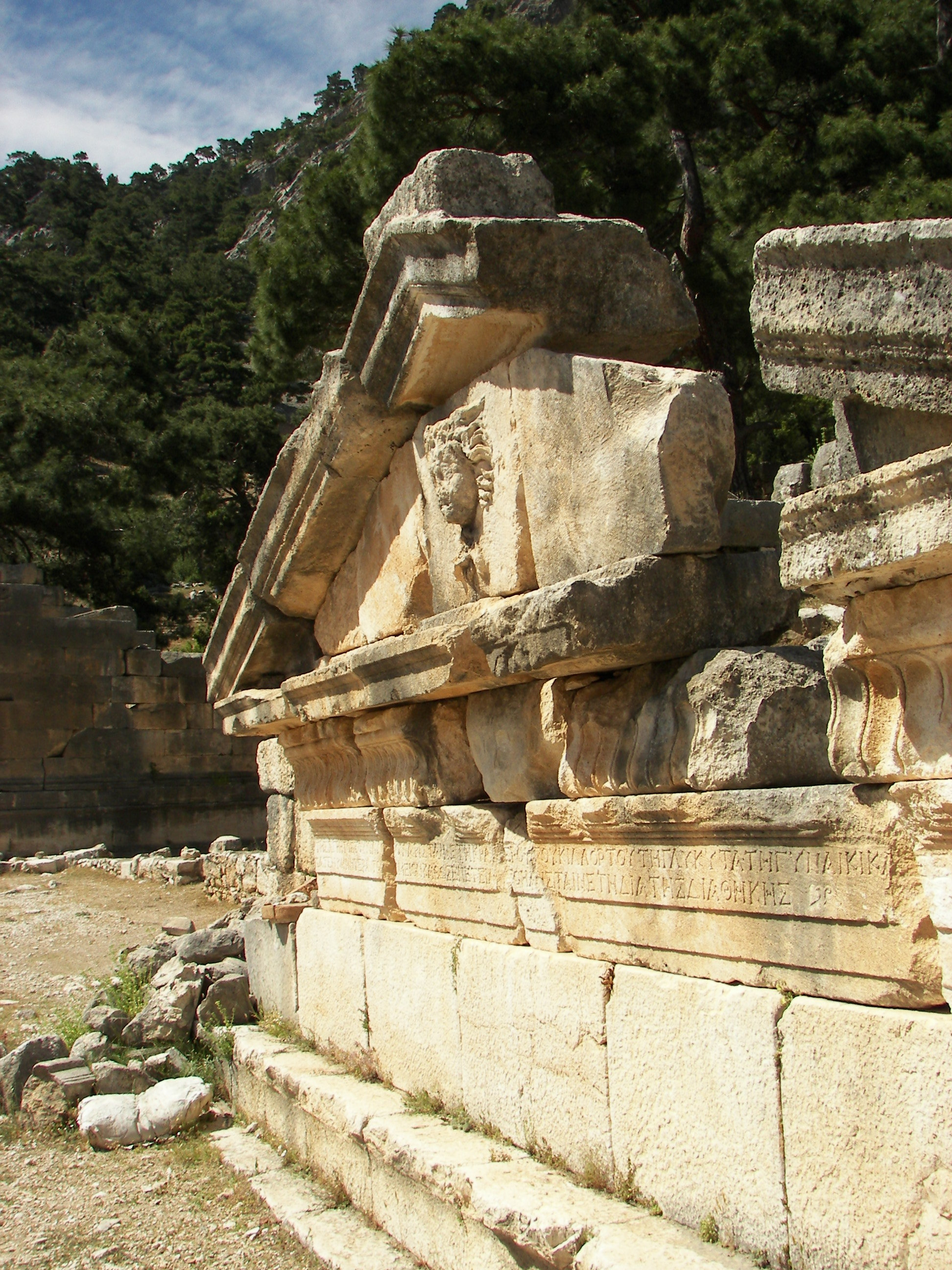
Tombe décorée avec une tête de Gorgone
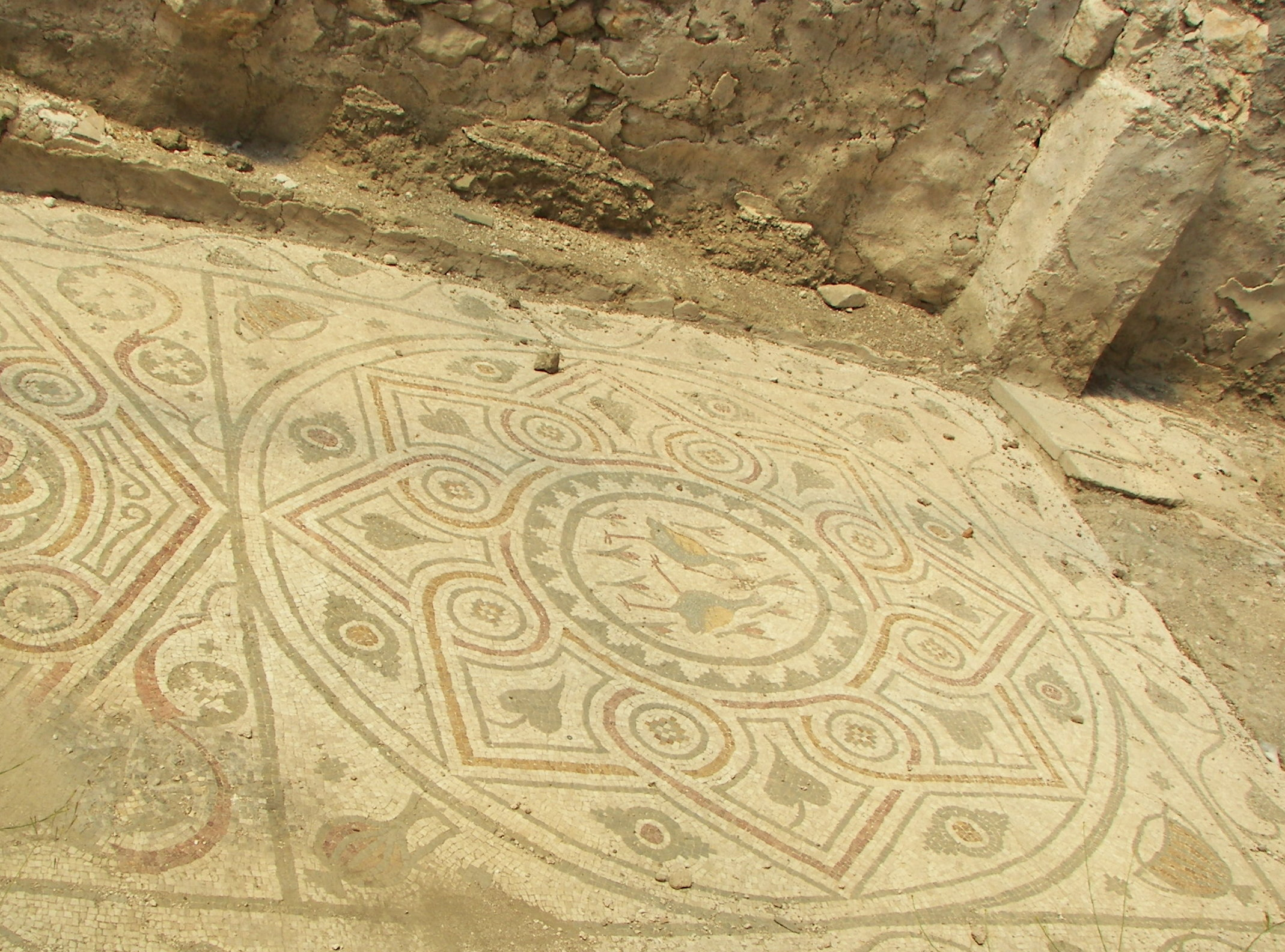
Mosaïque romaine en terrasse